# L'ultimo colpo in canna
L'ultimo colpo in canna (Day of the Evil Gun) è un film del 1968 diretto da Jerry Thorpe.
È un western statunitense con Glenn Ford, Arthur Kennedy, Dean Jagger, John Anderson e Paul Fix.

## Trama
Tornato in paese dopo una lunga assenza, Lorn Warfield (Glenn Ford) non trova né la moglie, né le figlie. L'uomo scopre che la sua famiglia è stata rapita dagli Apaches e che la donna, credendolo morto in guerra, si è risposata con un certo Owen Forbes (Arthur Kennedy). Deciso a ritrovarla, Warfield, seguito da Forbes, anche lui alla ricerca della donna, cerca di scoprire dove si trovi l'accampamento degli indiani. L'informazione arriva da uno spaurito commerciante. 
Warfield e Forbes si mettono in marcia verso l'accampamento, ma giungono in un villaggio abbandonato, occupato da alcuni soldati disertori. Gli Apaches attaccano il villaggio, uccidono i soldati e portano via un carro pieno di munizioni. Seguendo le tracce del carro, i due uomini trovano l'accampamento indiano e liberano le donne.
Per stabilire chi dei due riavrà la moglie, si giunge allo scontro finale.

## Produzione
Il film, diretto da Jerry Thorpe su una sceneggiatura di Charles Marquis Warren e Eric Bercovici e un soggetto dello stesso Warren, fu prodotto dallo stesso Thorpe per la Metro-Goldwyn-Mayer e girato in Messico. Il titolo di lavorazione fu Evil Gun.

## Distribuzione
Il film fu distribuito con il titolo Day of the Evil Gun negli Stati Uniti nel marzo 1968 al cinema dalla Metro-Goldwyn-Mayer. Distribuito in Italia dalla M.G.M., con doppiaggio affidato alla S.A.S. Società Attori Sincronizzatori.
Altre distribuzioni:
- in Finlandia il 21 giugno 1968 (Tappavan aseen päivä)
- in Francia il 19 luglio 1968 (Le jour des Apaches)
- in Belgio il 12 settembre 1968 (Les cavaliers de la fureur)
- in Svezia il 16 settembre 1968 (Jakt på samma byte)
- in Germania Ovest il 26 settembre 1968 (Totem)
- in Portogallo il 15 novembre 1968 (A Pistola do Mal)
- in Messico il 16 marzo 1969 (Las armas del diablo)
- in Danimarca il 14 aprile 1969 (Apache-dræberne)
- in Argentina (Las armas del diablo)
- in Brasile (A Pistola do Mal)
- in Spagna (Las pistolas del infierno)
- in Grecia (Katadioxis horis oikto)
- in Italia (L'ultimo colpo in canna)
- in Polonia (Rewolwer)
- in Turchia (Seref Kursunu)
- in Jugoslavia (Dan opakog pistolja)

## Critica
Secondo il Morandini il film è un "western tradizionale, ma non convenzionale" in cui la sceneggiatura è ravvivata dai dialoghi tra il protagonista e il cattivo di turno.

## Promozione
Le tagline sono:
- They had one enemy even more deadly than the Apaches... each other!
- Two men on a desperate search to save a woman only one of them could have!